# Celaenia tuberosa
Celaenia tuberosa är en spindelart som först beskrevs av Arthur Urquhart 1889.  Celaenia tuberosa ingår i släktet Celaenia och familjen hjulspindlar. Inga underarter finns listade i Catalogue of Life.